# Mistrzostwa Polski w Narciarstwie 1933
Mistrzostwa Polski w Narciarstwie 1933 – zawody sportowe, które odbyły się w dniach 31 grudnia 1932 r. oraz 18–20 lutego i 11–12 marca 1933 r. w Zakopanem w konkurencjach narciarskich.

## Medaliści
| Konkurencja                                        | Złoto                                                                                             | Rezultat | Srebro                                    | Rezultat | Brąz                                                | Rezultat |
| Bieg rozstawny ‧ 31 grudnia 1932 ‧ Zakopane        |                                                                                                   |          |                                           |          |                                                     |          |
| Bieg rozstawny 5 x 10 km                           | SN PTT Zakopane Władysław Berych Stanisław Marusarz Jan Dawidek Stanisław Skupień Bronisław Czech |          | SN TS Wisła Zakopane                      |          | SN PTT Zakopane II                                  |          |
| Program klasyczny ‧ 18–20 lutego 1933 ‧ Zakopane   |                                                                                                   |          |                                           |          |                                                     |          |
| Kombinacja norweska mężczyzn Bieg złożony mężczyzn | Izydor Gąsienica-Łuszczek SN TS Wisła Zakopane                                                    | 455,7    | Bronisław Czech SN PTT Zakopane           | 438,9    | Antonín Bartoň ČSL, Czechosłowacja                  | 432,4    |
| Bieg na 18 km mężczyzn                             | Cyril Musil ČSL, Czechosłowacja                                                                   | 1:23:38  | Bronisław Czech SN PTT Zakopane           | 1:24:45  | Antonín Bartoň ČSL, Czechosłowacja                  | 1:25:34  |
| Bieg na 18 km mężczyzn Obsada polska               | (2.) Bronisław Czech SN PTT Zakopane                                                              | 1:24:45  | (4.) Zdzisław Słowiński Strzelec Zakopane | 1:26:49  | (6.) Izydor Gąsienica-Łuszczek SN TS Wisła Zakopane | 1:28:02  |
| Bieg na 50 km mężczyzn                             | Cyril Musil ČSL, Czechosłowacja                                                                   | 4:04:06  | Leon Stehlík ČSL, Czechosłowacja          | 4:08:05  | Władysław Berych SN PTT Zakopane                    | 4:11:35  |
| Skoki mężczyzn                                     | Stanisław Marusarz SN PTT Zakopane                                                                | 223,6    | Piotr Kolesar SN TS Wisła Zakopane        | 216      | Dolenský ČSL, Czechosłowacja                        | 204,5    |
| Skoki mężczyzn Obsada polska                       | (1.) Stanisław Marusarz SN PTT Zakopane                                                           | 223,6    | (2.) Piotr Kolesar SN TS Wisła Zakopane   | 216      | (6.) Franciszek Gut-Szczerba SN TS Wisła Zakopane   | 194,5    |
| Bieg na 8 km kobiet                                | Zofia Stopkówna SN PTT Zakopane                                                                   | 53:38    | Anna Chotarska Strzelec Zakopane          | 53:52    | Zofia Wilga-Czechowa SN TS Wisła Zakopane           | 56:32    |
| Program alpejski ‧ 11–12 marca 1933 ‧ Zakopane     |                                                                                                   |          |                                           |          |                                                     |          |
| Kombinacja alpejska mężczyzn                       | Stanisław Marusarz SN PTT Zakopane                                                                | 97,70    | Jan Schindler SN TS Wisła Zakopane        | 94,585   | Andrzej Marusarz SN PTT Zakopane                    | 89,13    |
| Bieg zjazdowy mężczyzn                             | Stanisław Marusarz SN PTT Zakopane                                                                | 3:25     | Jan Schindler SN TS Wisła Zakopane        | 3:50     | Adam Rajski SN TS Wisła Zakopane                    | 4:00,5   |
| Slalom mężczyzn                                    | Jan Schindler SN TS Wisła Zakopane                                                                | 2:54,8   | Stanisław Marusarz SN PTT Zakopane        | 2:59,4   | Andrzej Marusarz SN PTT Zakopane                    | 3:03,2   |
| Kombinacja alpejska kobiet                         | Bronisława Staszel-Polankowa ON Sokół Zakopane                                                    | 100      | —                                         | —        | —                                                   | —        |
| Bieg zjazdowy kobiet                               | Bronisława Staszel-Polankowa ON Sokół Zakopane                                                    | 5:41     | Musialikówna Śląski Klub Narciarski       | 9:58     | Zofia Wilga-Czechowa SN TS Wisła Zakopane           | 11:14,5  |
| Slalom kobiet                                      | Bronisława Staszel-Polankowa ON Sokół Zakopane                                                    | 5:01     | —                                         | —        | —                                                   | —        |